# Lista över mottagare av utmärkelsen Stor kanotist
Detta är en lista över de idrottare som fått utmärkelsen Stor kanotist (tidigare stor grabb i kanot).

## Stora kanotister
- Nr  1 Manne Karlsson – Uppsala kanotförening
- Nr  2 Sixten Jansson – Kanotsällskapet Ägir
- Nr  3 Karl Widmark – Västerås kanotförening
- Nr  4 Gunnar Johansson – Kanotklubben Glid
- Nr  5 Bengt Berntsson – Kanotklubben Glid
- Nr  6 Nils Wallin – Westerviks Kanotklubb
- Nr  7 Kurt Skogfeldt – Mariehälls Kanotklubb
- Nr  8 Maj-Britt Bergkvist-Ek – Lidköpings kanotförening
- Nr  9 Evald Andersson – Eskilstuna Kanotsällskap
- Nr  10 Gert Fredriksson – Nyköpings Kanotklubb
- Nr  11 Karl Hellstrand – Stockholms Kajakklubb
- Nr  12 Erik Helsvik – Stockholms Kajakklubb
- Nr  13 Lennart Klingström – Brunnsvikens Kanotklubb
- Nr  14 Gustaf Larsson – Västerås kanotförening
- Nr  15 Tore Roos - Västerås kanotförening
- Nr  16 Eian Thun - Lidköpings kanotförening
- Nr  17 Lilly Jäppinen - Stockholms Paddlarklubb/Vaxholms KS
- Nr  18 Hans Berglund - Brunnsvikens Kanotklubb
- Nr  19 SKF-Märkessköld
- Nr  20 Erik Bladström - Westerviks Kanotklubb
- Nr  21 Arne Bogren - Brunnsvikens Kanotklubb
- Nr  22 Bror Grahn - Halmstads Kanotklubb
- Nr  23 Lars Glassér - Brunnsvikens Kanotklubb
- Nr  24 Hans Wetterström - Nyköpings Kanotklubb
- Nr  25 Gunnar Åkerlund - Nyköpings Kanotklubb
- Nr  26 Sven Thorell - Föreningen för Kanot-Idrott
- Nr  27 Ingemar Hedberg - Brunnsvikens Kanotklubb
- Nr  28 Bengt Backlund - Jönköpings Kanotklubb
- Nr  29 Gunnar Johansson - Kanotföreningen Kanotisterna
- Nr  30 Berndt Haeppling - Västerås kanotförening
- Nr  31 Verner Wettersten - Kanotföreningen Kanotisterna
- Nr  32 H. Eriksson - Stockholms Paddlarklubb
- Nr  33 Einar Pihl - Stockholms Paddlarklubb
- Nr  34 Bengt Lingfors - Jönköpings Kanotklubb
- Nr  35 Valter Wredbreg - Jönköpings Kanotklubb
- Nr  36 Anna-Lisa Olsson-Nilsson - Åmåls Kanotförening
- Nr  37 Lars Helsvik - Trollhätte Kanotklubb
- Nr  38 Rune Blomquist - Brunnsvikens Kanotklubb
- Nr  39 Harry Lindbäck - Brunnsvikens Kanotklubb
- Nr  40 Stig Andersson - Westerviks Kanotklubb
- Nr  41 Sigvard Johansson - Karlstads Paddlarklubb
- Nr  42 Carl-Åke Ljung - Kanotföreningen Kanotisterna
- Nr  43 Ragnar Heurlin - Brunnsvikens Kanotklubb
- Nr  44 Karl-Gunnar Sundin - Nyköpings Kanotklubb
- Nr  45 Ingrid Wallgren - Sollentuna Kanotsällskap
- Nr  46 Sven-Olov Sjödelius - Nyköpings Kanotklubb
- Nr  47 Sune Östrand - Nyköpings Kanotklubb
- Nr  48 Carl von Gerber - Brunnsvikens Kanotklubb
- Nr  49 Else-Marie Lindmark-Ljungdahl - Stockholms Kajak Klubb
- Nr  50 Nelly Wandery - Stockholms Kajakklubb
- Nr  51 Ove Emanuelsson - Tibro Kanotklubb
- Nr  52 Per-Ola Nöjdh - Jönköpings Kanotklubb
- Nr  53 Gunnar Utterberg - Jönköpings Kanotklubb
- Nr  54 Tyrone Ferm - Jönköpings Kanotklubb
- Nr  55 Åke Nilsson - Nyköpings Kanotklubb
- Nr  56 Rolf Peterson - Halmstad KK/Kanotföreningen Kanotisterna
- Nr  57 Tord Sahlén - Hofors Kanotklubb
- Nr  58 Stig Andersson[förtydliga] - Tibro Kanotklubb
- Nr  59 Kenneth Larsson - Jönköpings Kanotklubb
- Nr  60 Eva Sisth - Hofors Kanotklubb
- Nr  61 Eric Zeidlitz - Örnsbergs kanotsällskap
- Nr  62 Bernt Lindelöf - Örnsbergs kanotsällskap
- Nr  63 Lars Andersson - Hofors Kanotklubb
- Nr  64 Per Larsson - Jönköpings Kanotklubb
- Nr  65 Marie-Louise Stålberg - Borlänge Kanotklubb
- Nr  66 Ingmarie Blom (Svensson) - Sollentuna Kanotsällskap
- Nr  67 Ann-Kristin Wallgren - Sollentuna Kanotsällskap
- Nr  68 Hans Nilsson - Nyköpings Kanotklubb
- Nr  69 Wihlhelm Tesch - Brunnsvikens Kanotklubb
- Nr  70 Bernt Andersson - Kanotföreningen Kanotisterna
- Nr  71 Ann-Sofie Gustafsson-Lundström - Katrineholms Kanotklubb
- Nr  72 Thomas Falk - Karlstads Paddlarklubb
- Nr  73 Anders Andersson - Nyköpings Kanotklubb
- Nr  74 Agneta Andersson - Bofors Kanotklubb
- Nr  75 Lars-Erik Moberg - Katrineholms Kanotklubb
- Nr  76 Göran Backlund - Kungälvs Kanotklubb
- Nr  77 Thomas Ohlsson - Bråvikens Kanotklubb
- Nr  78 Jens Nordqvist - Örnsbergs kanotsällskap
- Nr  79 Karin Olsson - Fagerviks Kanotklubb
- Nr  80 Per-Inge Bengtsson - Karlstads Paddlarklubb
- Nr  81 Eva Karlsson - Bofors Kanotklubb
- Nr  82 Anna Olsson - Fagerviks Kanotklubb
- Nr  83 Susanne Gunnarsson - Fagerviks Kanotklubb
- Nr  84 Bengt Andersson - Nyköpings Kanotklubb
- Nr  85 Kalle Sundqvist - Kanotföreningen Kanotisterna
- Nr  86 Sixten Björklund - Kanotklubben Strömstararna
- Nr  87 Mikael Berger - Kanotföreningen Kanotisterna
- Nr  88 Torbjörn Thoresson - Katrineholms Kanotklubb
- Nr  89 Conny Edholm - Fridhemskanotisterna
- Nr  90 Per Lundh - Hofors Kanotklubb
- Nr  91 Andrzej Kielan - Örnsbergs kanotsällskap
- Nr  92 Hans Rosdahl - Örnsbergs kanotsällskap
- Nr  93 Lena Cedrenius - Borlänge-Falu Forspaddlare
- Nr  94 Magnus Holmer - Borlänge-Falu Forspaddlare
- Nr  95 Stefan Gustafsson - Katrineholms Kanotsällskap
- Nr  96 Rolf Zeidlitz - Örnsbergs kanotsällskap
- Nr  97 Camilla Ohlsson - Fagerviks Kanotklubb
- Nr  98 Hans Karlsson - Katrineholms Kanotklubb
- Nr  99 Susanne Rosenqvist - Lödde Kanotklubb
- Nr  100 Gunnar Olsson - Fagerviks Kanotklubb
- Nr  101 Lars Johansson - Uppsala Paddlarklubb
- Nr  102 Maria Haglund - Bofors Kanotklubb
- Nr  103 Jan Andersson - Kungälvs Kanotklubb
- Nr  104 Hans Olsson - Näsets Paddlarklubb
- Nr  105 Tommy Karls - Örnsbergs kanotsällskap/Oxelösunds Kanotklubb
- Nr  106 Niels Andersen - Ludvika Paddlarklubb
- Nr  107 Tom Krantz - Malmö kanotklubb
- Nr  108 Jonas Fager - Oxelösunds Kanotklubb
- Nr  109 Jörgen Thorén - Kungälvs Kanotklubb
- Nr  110 Magnus Sköldbeck  - Malmö Kanotklubb
- Nr  111 Ingela Ericsson - Bråvikens Kanotklubb
- Nr  112 Pär Lindén  - Nyköpings Kanotklubb
- Nr  113 Tim Krantz  - Malmö Kanotklubb
- Nr  114 Anna Karlsson  - Bofors Kanotklubb
- Nr  115 Peter Berglund  - Luleå Kajakklubb
- Nr  116 Johan Emanuelsson  - Tibro Kanotklubb
- Nr  117 Paw Madsen - Malmö Kanotklubb
- Nr  118 Henrik Nilsson - Nyköpings Kanotklubb
- Nr  119 Åsa Eklund  - Växjö Kanot Club
- Nr  120 Markus Oscarsson - Västerås kanotförening
- Nr  121 Royne Myrman - Nyköpings Kanotklubb
- Nr  122 Lisen Augustsson - Nyköpings Kanotklubb
- Nr  123 Mats Pettersson  - Jönköpings Kanotklubb
- Nr  124 Sofia Paldanius - Jönköpings Kanotklubb
- Nr  125 Erik Lindeberg  - Nyköpings Kanotklubb
- Nr  126 Magnus Siverbrant - Kungälvs Kanotklubb
- Nr  127 Anders Svensson - Kungälvs Kanotklubb
- Nr  128 Michaela Lindblad Jonsson - Kajakklubben Eskimå
- Nr  129 Nenad Martinis - Uppsala Paddlarklubb
- Nr  130 Anders Gustafsson - Jönköpings Kanotklubb
- Nr  131 Karin Johansson - Lidköpings kanotförening
- Nr  132 Mats Lindmark - STIL/Kanotklubben Isbrytarna
- Nr  133 David Rosendahl - STIL/Kanotklubben Isbrytarna
- Nr  134 Marko Lassheikki - STIL/Kanotklubben Isbrytarna
- Nr  135 Robert Harlin - STIL/Kanotklubben Isbrytarna
- Nr  136 Björn Andersson - STIL/Kanotklubben Isbrytarna
- Nr  137 Erik Malmborg - Linköpings Kanotklubb
- Nr  138 Eva Lindmark - Kanotklubben Isbrytarna Luleå
- Nr  139 Cecilia Velin - Kajakklubben Eskimå
- Nr  140 Helmer Johansson - Kanotklubben Isbrytarna Luleå
- Nr  141 Åsa Christensen - Kanotklubben Isbrytarna Luleå
- Nr  142 Christoffer Carlsson - Örnsbergs Kanotsällskap
- Nr  143 Johanna Verwijst - Örnsbergs Kanotsällskap
- Nr  144 Katarina Forsberg - Örnsbergs Kanotsällskap
- Nr  145 Emil Zeidlitz - Örnsbergs Kanotsällskap
- Nr  146 Anton Höglund - Linköpings Kanotklubb
- Nr  147 Patrik Gart - Linköpings Kanotklubb
- Nr  148 Maria Johansson - Kanotklubben Isbrytarna Luleå
- Nr  149 Joel Nåbo - Linköpings Kanotklubb
- Nr  150 Josefin Nordlöw - Vårby Idrottsklubb
- Nr  151 Johannes Barsk - Skellefteå Kanotklubb
- Nr  152 Petter Menning - Vaxholms Kanotsällskap
- Nr  153 Linnea Stensils - Vaxholms Kanotsällskap
- Nr  154 Helene Ripa - Brunnsvikens Kanotklubb
- Nr  155 Martin Nathell - Ängelholms Rodd och Kanotklubb
- Nr  156 Joakim Lindberg - Finspångs Kanotklubb
- Nr  157 Moa Wikberg - Karlstads Paddlarklubb